# Ectropis chopardi
Ectropis chopardi là một loài bướm đêm trong họ Geometridae.